# Le Bassin d'Argenteuil
Le Bassin d'Argenteuil est une peinture à l'huile sur toile (60 x 80,50 cm), réalisée en 1872 par le peintre français Claude Monet. Le tableau est exposé au musée d'Orsay à Paris.

## Contexte
En 1871, Monet a déménagé à Argenteuil. Il en profite pour peindre de nombreuses vues en plein air des alentours. La Seine et le mouvement des embarcations sont souvent représentées par le peintre. 

## Style
Par sa technique, ses couleurs et son animation, il s'agit d'une œuvre particulièrement accomplie, avec notamment une impression de profondeur très travaillée par les ombres portées par les arbres, les différentes tailles des personnages, le pont routier figurant au fond, et le ciel immense occupant une grande partie de la toile.